# Gordan Bunoza
Gordan Bunoza (nascut el 5 de febrer de 1988 en Ljubuški) és un futbolista bosnià que actualment juga pel Wisła Kraków en l'Ekstraklasa polonesa.

## Carrera
El 2 de juliol del 2010, el Wisła Kraków el signà del Karlovac per una suma no revelada.